# کاگیوا

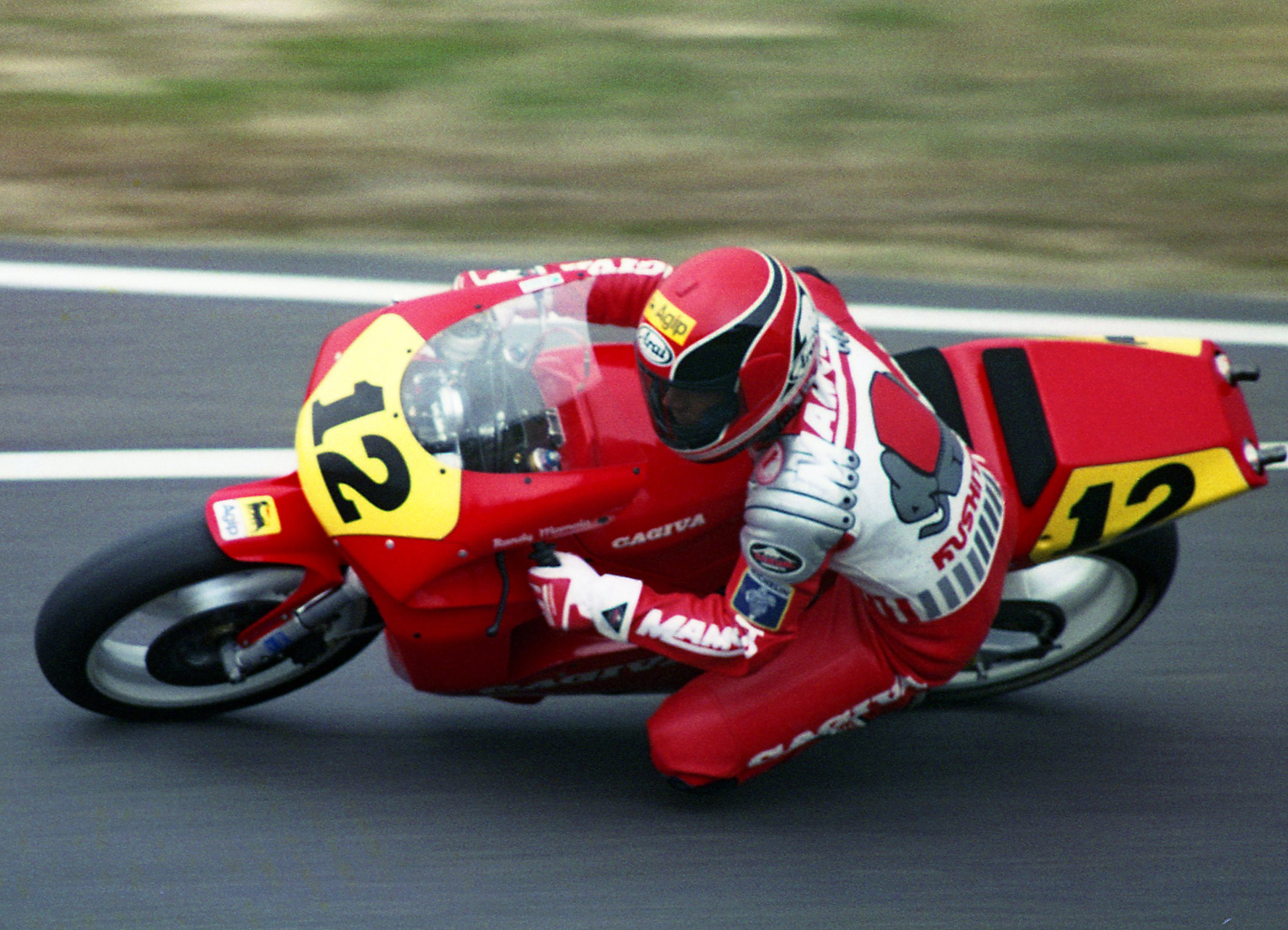
رندی مامولا با موتورسیکلت کاگیوا، ژاپن ۱۹۸۹

کاگیوا (به ایتالیایی: Cagiva) شرکت خودروسازی ایتالیایی است، که دارای تخصص در زمینه طراحی و ساخت انواع موتورسیکلت می‌باشد.
شرکت کاگیوا در سال ۱۹۷۸ توسط جیووانی کاستلیونی راه‌اندازی شد. دفتر مرکزی این شرکت در شهر ورزه، ایتالیا قرار دارد.